# واين ولز
واين ولز (بالإنجليزية: Wayne Wells) هو مصارع هاوي أمريكي، ولد في 29 سبتمبر 1946 في أبيلين في الولايات المتحدة.

## وصلات خارجية
- واين ولز على موقع قاعدة بيانات المصارعة الدولية (الإنجليزية)
- واين ولز على موقع أوليمبيديا (الإنجليزية)